# Cabeço Gordo
Cabeço Gordo o Pico Gordo es el lugar más alto de la Isla de Fayal, en el archipiélago de las Azores, Portugal.

## Situación
Cabeço Gordo es la elevación máxima de un gran cono volcánico que domina la isla, a 1043 metros sobre el nivel del mar en su borde Sur. Está situado en el centro de la isla.

## Caldera de Fayal
Formada por el extenso y profundo cráter de este cono volcánico, existe una gran caldera conocida como Caldeira do Cabeço Gordo o Caldera de Pico Gordo o, simplemente, y de forma oficial como Caldeira do Faial (Caldera de Fayal).

## Origen y actividad volcánica
La Caldera constituye la unidad geomorfológica central de la isla, y corresponde a la formación de un volcán poligénico, que comenzó a formarse hace unos 410 000 años. La formación de la caldera parece ser el resultado de dos fases diferentes: Una primera que se caracteriza por el predominio de un proceso eruptivo interior; y una posterior y violenta erupción pliniana, ocurrida hace unos 16.000 años, que se caracteriza por liberar potentes columnas eruptivas, “nubes ardientes”. El derrumbe del material que dio lugar a la Caldera habría ocurrido al mismo tiempo o inmediatamente después de esta erupción. 
Hace alrededor de mil años, sucede una nueva erupción con derrame de lava en el interior de la misma.
Desde este tiempo la Caldera se mantiene prácticamente igual, da constancia de ello, al menos desde hace quinientos años, la descripción que entre 1570 y 1580 hace el sacerdote, historiador y cronista de las islas, Gaspar Frutuoso; hasta la erupción del cercano Volcán de Capelinhos, en septiembre de 1957 y su continuación en una crisis sísmica en mayo de 1958, en el curso de la cual se abrieron grietas en su interior que acabaron con la impermeabilización del fondo de la Caldera. Este hecho produjo el drenaje de sus aguas al interior del cono central, desencadenando violentas explosiones freáticas y una temporal actividad fumarólica de la misma.
Como resultado del seísmo producido el 9 de julio de 1998, se produjeron desmoronamientos en las paredes casi verticales del cráter.
La Caldera está formada por una acumulación de materiales de proyección: piedra pómez y cenizas, que tienen un espesor notable en las proximidades del borde del cráter y disminuyen gradualmente a medida que se va alejando del mismo.

## Elementos naturales destacables
El interior de la Caldera que se divisa desde la cima del cono es un inmenso cráter de, aproximadamente, 380 metros de profundidad, a unos 570 m. sobre el nivel del mar, y de 2 kilómetros de diámetro en la parte superior y 1 km de diámetro en la base, cubierto de cedros, helechos, enebros, hayas, bojes y otras especies de la vegetación autóctona de la isla, presentando espectaculares tonalidades de verde. En el fondo, muy plano, se dibujan claramente los contornos del antiguo lago, que se vació después de la erupción del Capelinhos. Ahora sólo se forman unos minúsculos lagos.
La Caldera es uno de los principales lugares para visitar de la Isla de Fayal. Tiene consideración de reserva natural, desde 1972 (Decreto-Lei n.º 78/72, de 7 de Março del Gobierno de Portugal y Decreto Regional n.º 14/82/A de la Região Autónoma dos Açores) ya que constituye un "santuario de una valiosa vegetación endémica, unida a su gradiosidad paisajística".
Es uno de los reductos de bosque de laurisilva, la vegetación primitiva que cubría la isla antes de su poblamiento. 
Aunque existen numerosas calderas y cráteres por todo el archipiélago, la Caldera de Fayal es especial, por su dimensión y belleza. Una carretera de 18 kilómetros en dirección Noroeste asciende hasta el borde de la Caldera de Pico Gordo en el centro de la isla. Es un camino de gran belleza, pudiendo observar a lo largo del recorrido los enormes setos de  hortensias que delimitan los campos. Se puede dar un paseo a pie alrededor del borde de la Caldera o subir al Cabeço Gordo. Desde ambos sitios se observarán unas vistas magníficas sobre la ciudad de Horta y sobre la Isla del Pico y la Isla de São Jorge y, en días claros, hasta de la Isla Graciosa.